# Viper Club
Viper Club es una película estadounidense de drama dirigida por Maryam Keshavarz y protagonizada por Susan Sarandon.
La película fue producida por YouTube Premium en asociación con CounterNarrative y MaraKesh Films y tuvo su estreno mundial en el Festival Internacional de Cine de Toronto el 10 de septiembre de 2018. La película se estrenó en cines en Estados Unidos el 26 de octubre de 2018.

## Reparto
- Susan Sarandon como Helen.
- Matt Bomer como Sam.
- Lola Kirke como Amy.
- Julian Morris como Andy.
- Sheila Vand como Sheila.
- Adepero Oduye como Keisha.
- Edie Falco como Charlotte.

## Producción
El 21 de marzo de 2018, se anunció que YouTube Red acababa de terminar la producción de una película, entonces titulada Vulture Club, dirigida por Maryam Keshavarz. La película fue escrita por Keshavarz junto a Jonathan Mastro y producida ejecutivamente por Anna Gerb, Neal Dodson, y J. C. Chandor. El reparto incluye a Susan Sarandon, Edie Falco, Matt Bomer, Julian Morris, Lola Kirke, y Sheila Vand.

## Estreno
La película es distribuida por Roadside Attractions y fue estrenada el 26 de octubre de 2018. Después de su exhibición en cines, la película estará disponible para streaming en YouTube Premium.
El 10 de septiembre de 2018, la película tuvo su estreno mundial en el Festival Internacional de Cine de Toronto como selección en las "Presentaciones Especiales". Ese mismo día, el tráiler oficial de la película liberado.